# Ouladzimir Tsyplakow
Ouladzimir Viktaravitch Tsyplakow - du biélorusse : Уладзімір Віктаравіч Цыплакоў - ou Vladimir Viktorovitch Tsyplakov - en russe : Владимир Викторович Цыплаков - (né le 18 avril 1969 à Inta en URSS et mort le 14 décembre 2019) est un joueur professionnel soviétique puis biélorusse de hockey sur glace devenu entraîneur. Il évolue au poste d'attaquant.

## Carrières

### Carrière nationale
Ouladzimir Tsyplakow a commencé sa carrière en 1985 avec le Torpedo Iaroslavl dans la Vyschaïa Liga. Deux ans plus tard, il rejoint le Dinamo Minsk dans le championnat d'URSS. Il a remporté la Coupe Turner 1994 avec les Komets de Fort Wayne. Il a été sélectionné en troisième ronde en 59e position au cours du Repêchage d'entrée dans la LNH 1995 par les Kings de Los Angeles. Il découvre la Ligue nationale de hockey avec les Kings et a également porté les couleurs des Sabres de Buffalo avant de revenir en Europe en 2001. Il met un terme à sa carrière en 2005 après avoir décroché l'Ekstraliga avec le HK Iounost Minsk.

### Carrière internationale
Ouladzimir Tsyplakow a représenté l'URSS en sélections jeunes puis la Biélorussie au niveau international. Il a participé aux Jeux olympiques de 1998 et 2002.

## Trophées et honneurs personnels
- 1992, 2000, 2002 : nommé meilleur joueur de Biélorussie.

## Statistiques

### En club
| Saison     | Équipe               | Ligue         |     | Saison régulière | Saison régulière | Saison régulière | Saison régulière | Saison régulière |    | Séries éliminatoires | Séries éliminatoires | Séries éliminatoires | Séries éliminatoires | Séries éliminatoires |
| Saison     | Équipe               | Ligue         | PJ  | B                | A                | Pts              | Pun              | PJ               | B  | A                    | Pts                  | Pun                  |                      |                      |
| 1985-1986  | Torpedo Iaroslavl    | Vyschaïa Liga | 2   | 0                | 0                | 0                | 2                |                  |    |                      |                      |                      |                      |                      |
| 1986-1987  | Torpedo Iaroslavl    | Vyschaïa Liga | 25  | 3                | 1                | 4                | 6                |                  |    |                      |                      |                      |                      |                      |
| 1987-1988  | Dinamo Minsk         | Vyschaïa Liga | 47  | 7                | 3                | 10               | 12               |                  |    |                      |                      |                      |                      |                      |
| 1988-1989  | Dinamo Minsk         | URSS          | 19  | 6                | 1                | 7                | 4                |                  |    |                      |                      |                      |                      |                      |
| 1989-1990  | Dinamo Minsk         | URSS          | 47  | 11               | 6                | 17               | 20               |                  |    |                      |                      |                      |                      |                      |
| 1991-1992  | Dinamo Minsk         | Superliga     | 29  | 10               | 9                | 19               | 16               |                  |    |                      |                      |                      |                      |                      |
| 1992-1993  | Falcons de Détroit   | CoHL          | 44  | 35               | 43               | 78               | 20               | 6                | 5  | 4                    | 9                    | 6                    |                      |                      |
| 1992-1993  | Ice d'Indianapolis   | LIH           | 11  | 6                | 7                | 13               | 4                | 5                | 1  | 1                    | 2                    | 2                    |                      |                      |
| 1993-1994  | Komets de Fort Wayne | LIH           | 63  | 31               | 32               | 63               | 51               | 14               | 6  | 8                    | 14                   | 16                   |                      |                      |
| 1994-1995  | Komets de Fort Wayne | LIH           | 79  | 38               | 40               | 78               | 39               | 4                | 2  | 4                    | 6                    | 2                    |                      |                      |
| 1995-1996  | Thunder de Las Vegas | LIH           | 9   | 5                | 6                | 11               | 4                | --               | -- | --                   | --                   | --                   |                      |                      |
| 1995-1996  | Kings de Los Angeles | LNH           | 23  | 5                | 5                | 10               | 4                | --               | -- | --                   | --                   | --                   |                      |                      |
| 1996-1997  | Kings de Los Angeles | LNH           | 67  | 16               | 23               | 39               | 12               | --               | -- | --                   | --                   | --                   |                      |                      |
| 1997-1998  | Kings de Los Angeles | LNH           | 73  | 18               | 34               | 52               | 18               | 4                | 0  | 1                    | 1                    | 8                    |                      |                      |
| 1998-1999  | Kings de Los Angeles | LNH           | 69  | 11               | 12               | 23               | 32               | --               | -- | --                   | --                   | --                   |                      |                      |
| 1999-2000  | Kings de Los Angeles | LNH           | 29  | 6                | 7                | 13               | 4                | --               | -- | --                   | --                   | --                   |                      |                      |
| 1999-2000  | Sabres de Buffalo    | LNH           | 34  | 6                | 13               | 19               | 10               | 5                | 0  | 1                    | 1                    | 4                    |                      |                      |
| 2000-2001  | Sabres de Buffalo    | LNH           | 36  | 7                | 7                | 14               | 10               | 9                | 1  | 0                    | 1                    | 4                    |                      |                      |
| 2001-2002  | Ak Bars Kazan        | Superliga     | 25  | 5                | 14               | 19               | 22               |                  |    |                      |                      |                      |                      |                      |
| 2002-2003  | Ak Bars Kazan        | Superliga     | 45  | 18               | 6                | 24               | 56               | 5                | 1  | 0                    | 1                    | 2                    |                      |                      |
| 2003-2004  | Ak Bars Kazan        | Superliga     | 41  | 15               | 10               | 25               | 32               | 8                | 2  | 2                    | 4                    | 4                    |                      |                      |
| 2004-2005  | HK CSKA Moscou       | Superliga     | 40  | 6                | 10               | 16               | 47               | --               | -- | --                   | --                   | --                   |                      |                      |
| 2004-2005  | HK Iounost Minsk     | Ekstraliga    |     |                  |                  |                  |                  | 7                | 3  | 2                    | 5                    | 6                    |                      |                      |
| Totaux LNH | Totaux LNH           | Totaux LNH    | 331 | 69               | 101              | 170              | 90               | 18               | 1  | 2                    | 3                    | 16                   |                      |                      |